# أدي شو
أدي شو (بالإنجليزية: Ade Shaw)‏ هو عازف قيثارة بريطاني، ولد في 2 يناير 1947 في هامبستاد في المملكة المتحدة.

## وصلات خارجية
- أدي شو على موقع ميوزك برينز (الإنجليزية)
- أدي شو على موقع أول ميوزيك (الإنجليزية)
- أدي شو على موقع ديسكوغز (الإنجليزية)